# Disney's Beach Club Resort

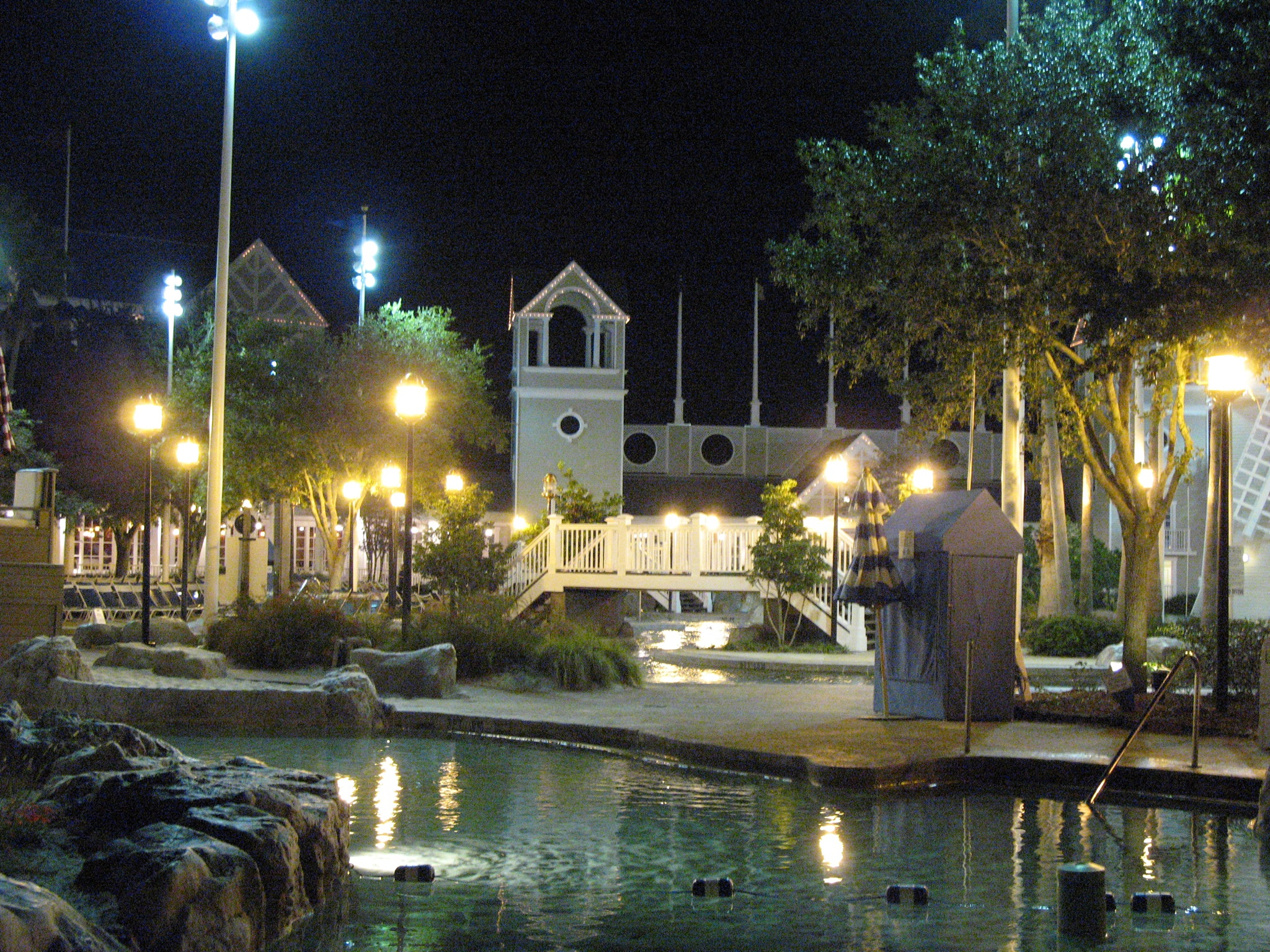
Una vista nocturna del Beach Club Resort.

El Disney's Beach Club Resort es un complejo turístico ubicado en Walt Disney World Resort en Lake Buena Vista, Florida. Está tematizado en un ambiente playero.
El Beach Club Resort es uno de los complejos turísticos ubicados en Epcot. Está ubicado frente a la laguna que se encuentra entre Epcot y Disney's Hollywood Studios, también utilizada para llegar a la International Gateway de Epcot y a los estudios de Disney en Hollywood. El transporte va hacia Epcot y estudios de Disney en Hollywood, además de hacia BoardWalk y Swan & Dolphin.
El complejo turístico comparte algunas infraestructuras con Disney's Yacht Club Resort, además de villas que forman parte del Club del Vacaciones de Disney.
En el Beach Club se encuentra el Cape May Cafe, que ofrece desayunos y almuerzos completos con Minnie Mouse, Goofy, y Chip y Dale. Beaches & Cream Soda Shop es un pequeño puesto de comidas localizado aquí también.
El Beach Club Resort comparte una piscina, Stormalong Bay, con Disney's Yacht Club Resort. La piscina compartida es la más grande y profunda de Walt Disney World. Posee un gran tobogán, torbellinos, cascadas y un manso río bastante profundo (más de 6 pies). Es la única piscina donde se requiere un distintivo especial. Las bandas están disponibles, libres de cargo, para los huéspedes del Yacht y Beach Club Resort. Todo lo que se debe hace para obtener la banda es presentar la llave de la habitación al guardia de turno. 
El Beach Club y el Yacht Club fueron presentados en Travel Channel como "Excelentes Hoteles".

## Habitaciones
El Beach Club está tematizado como una playa fácil de encontrar en Newport a principios de siglo. Hay dos clases de habitaciones, estándar y suites. Todas las habitaciones poseen un baño espacioso con dos fregaderos, ducha y otros complementos. El complejo turístico ofrece un quinto piso con vistas especiales y un servicio de lujo en la habitación. El quinto piso alberga la Suite Presidencial.